# Szent Antal-templom (Balástya)

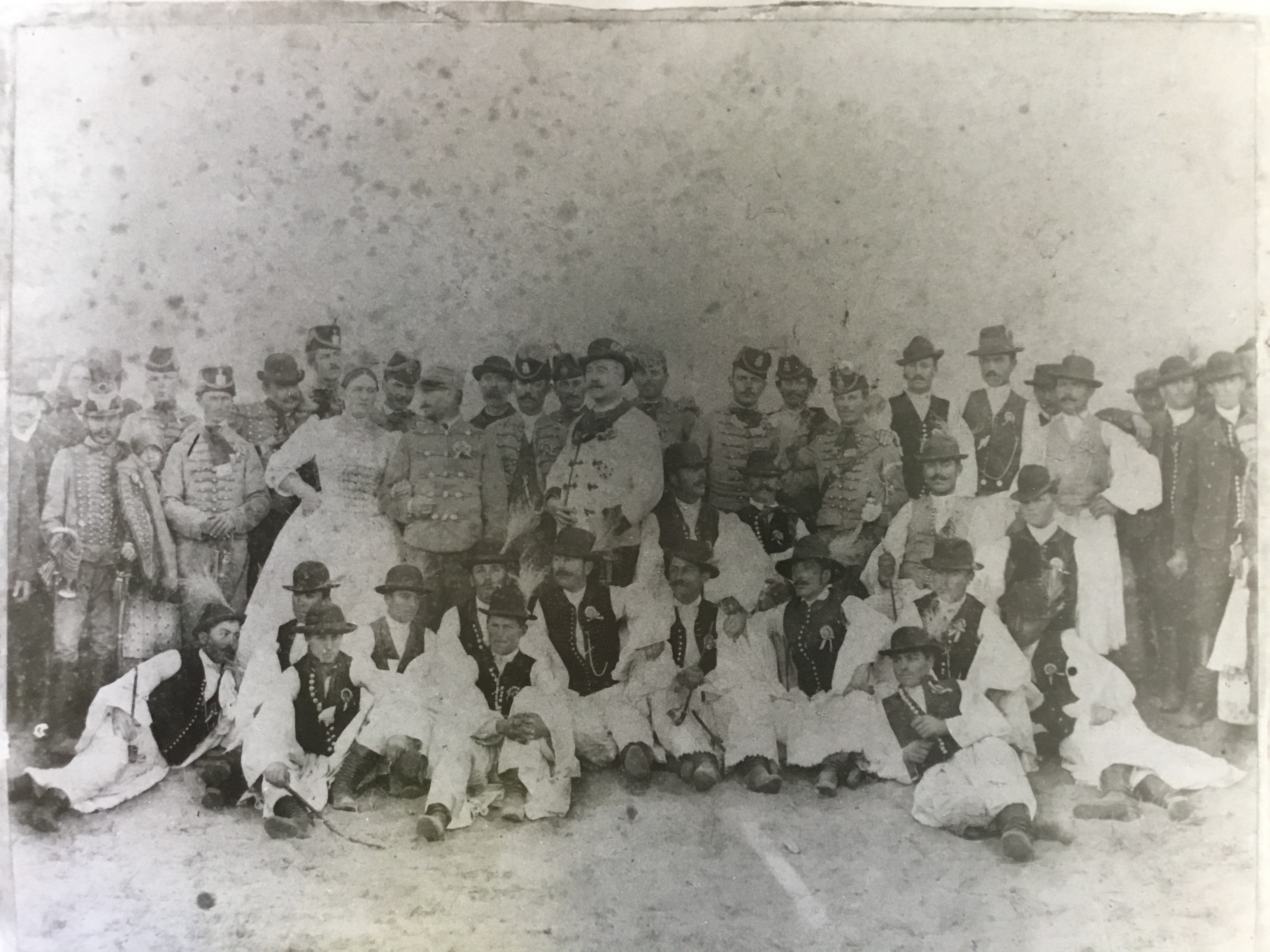
A balástyai templomavatás, 1903.

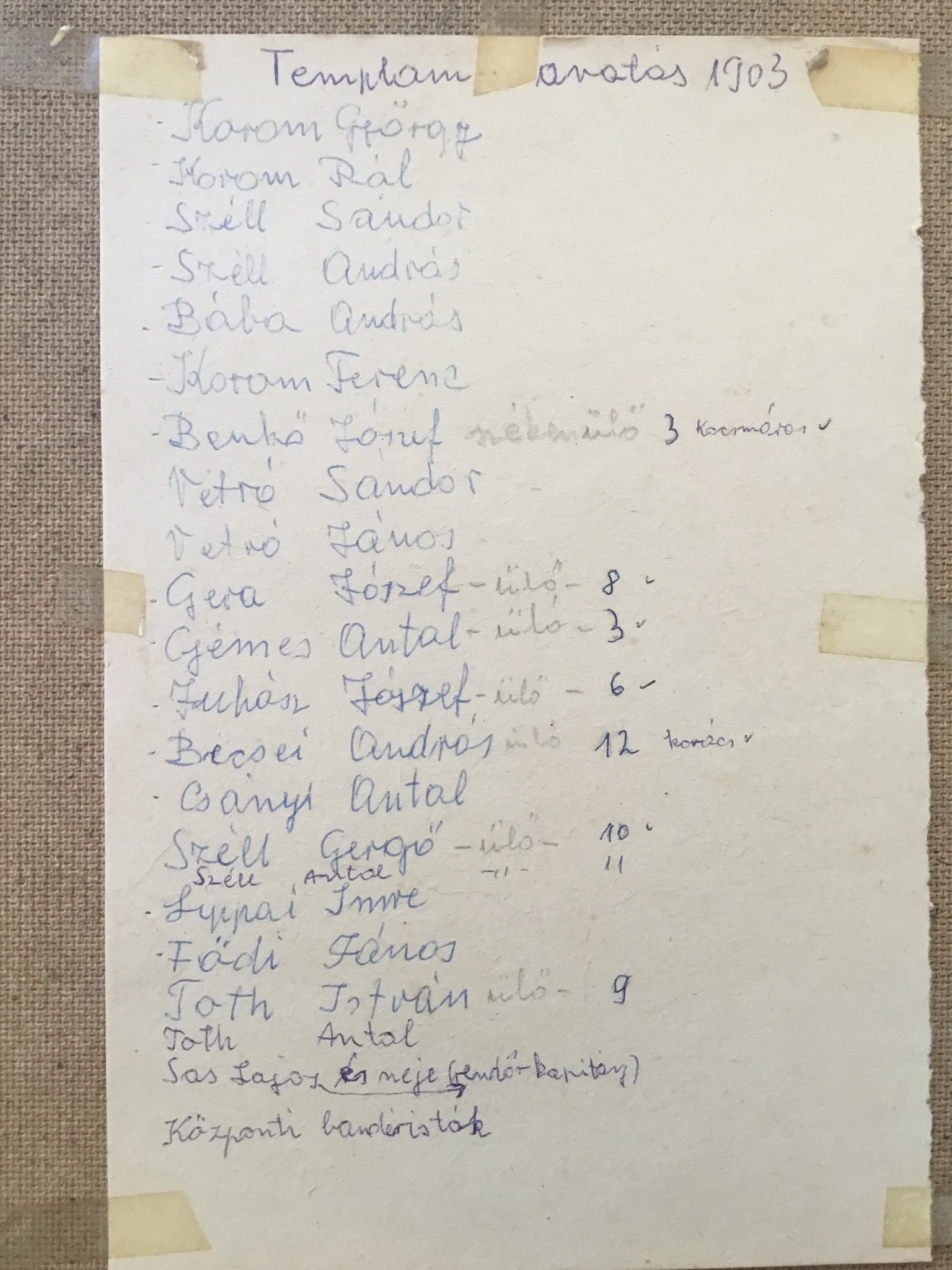
Templomépítők

A balástyai Páduai Szent Antal plébániatemplom a Csongrád-Csanád vármegyei Balástya község római katolikus temploma.

## Fekvése
A templom a település központjában helyezkedik el, alig néhány lépésnyire az 5-ös főút (Széchenyi utca) és a Csengelétől idáig vezető 5421-es út (Rákóczi utca) találkozási pontjától.

## Leírása, története
Stílusa inkább eklektikus, több stílus keveredésével, domináns a kései barokk is. A plébánia alapítása már 1894-ben megtörtént, a templom azonban csak 1903-ban épült fel Szeged város jóvoltából. 1960-ban részleges felújításon esett át. 2011-ben pályázati forrásból teljesen fel lett újítva.
1996-tól a paphiány miatt mint oldallagos plébániaként van számontartva (mintegy két évtizeden át Sándorfalva látta el). 2017. augusztus 1-től bő egy évig a szatymazi plébános gondoskodott az ellátásáról, 2018. szeptember 15-től a kisteleki plébánia látja el.